# Mortonia australis
Mortonia australis is een zee-egel uit de familie Echinocyamidae.
De wetenschappelijke naam van de soort werd in 1837 gepubliceerd door Charles des Moulins.